# Norton Utilities
Norton Utilities is een verzameling hulpprogramma's voor pc's dat vooral in de jaren tachtig en negentig veel gebruikt werd. Begin jaren negentig werd de software gekocht door Symantec.
In het begin van de jaren tachtig bevatte het besturingssysteem DOS geen mogelijkheden om gewiste bestanden terug te halen en om data van gecrashte schijven veilig te stellen. Het bedrijf van Peter Norton speelde hierop in door het programma unerase op de markt te brengen, waarmee per ongeluk gewiste bestanden konden worden gered. In de loop van de jaren werden tientallen hulpprogramma's ondergebracht in Norton Utilities, waaronder het reparatieprogramma Norton Disk Doctor en het defragmentatieprogramma Speed Disk.
Met het uitkomen van MS-DOS 6.0 werden voor het eerst programma's van Norton Utilities door Microsoft in het besturingssysteem ondergebracht, zoals Speed Disk (onder de naam Defrag). Dit leidde tot een teruggang in het gebruik van de Norton-programmatuur, ook al bracht Symantec de Norton Utilities later nog uit voor Windows onder de naam Norton Utilities/SystemWorks for Windows, waarin ook Norton AntiVirus werd meegeleverd.
De belangrijkste software van Norton die nu verkocht wordt is antivirusprogrammatuur.